# Turner e il casinaro
Turner e il casinaro (Turner & Hooch) è un film del 1989 diretto da Roger Spottiswoode e con protagonista Tom Hanks.

## Trama
Scott Turner è un investigatore di polizia meticoloso nella tranquilla Cypress Beach, California, che si prepara a trasferirsi in un incarico più eccitante a Sacramento. Mentre accompagna il suo sostituto David Sutton in giro per la città, Scott dice addio al suo amico di lunga data Amos Reed, prima che i due investigatori vengano chiamati per la scoperta di 8.000 dollari in contanti sulla spiaggia.
Quella sera, il magnate locale dei frutti di mare Walter Boyett fa uccidere un dipendente per aver rubato un pacco di soldi corrispondente; sentendo il trambusto, Amos viene accoltellato a morte da uno degli uomini di Boyett. Il corpo di Amos viene trovato e Scott è costretto a prendere in custodia Hooch, il Dogue de Bordeaux di Amos e unico testimone del suo omicidio. Cerca di lasciare Hooch alla nuova veterinaria cittadina Emily Carson, che insiste sul fatto che prendersi cura di Hooch farà bene a Scott.
La natura rumorosa e distruttiva di Hooch si scontra immediatamente con lo stile di vita meticoloso di Scott. Tornando dall'acquisto di cibo per cani e scopre che Hooch ha completamente saccheggiato la sua casa, Scott furioso caccia Hooch fuori, solo per vedere il cane tornare con il collie di Emily, Camilla. Scott riporta Camilla alla clinica veterinaria, dove Emily lo invita dentro, e dipingono insieme la sua casa mentre la loro reciproca attrazione inizia a prosperare.
Scott porta Hooch alla stazione di polizia, dove si sta tenendo un matrimonio dall'altra parte della strada. Hooch riconosce il fotografo del matrimonio come l'assassino di Amos e lo insegue. Sebbene l'uomo scappi, Scott lo identifica come Zack Gregory, un dipendente della Boyett Seafood ed ex Marine con diversi arresti precedenti; la ferita da taglio di Amos indicava che il suo assassino aveva un addestramento nelle forze speciali e le sue regolari lamentele su attività sospette presso la fabbrica di Boyett portano Scott a sospettare che l'azienda stia contrabbandando droga.
Rendendosi conto che Hooch sente la mancanza di Amos e della sua vecchia vita, Scott inizia a legare con il cane. Convince il capo della polizia Howard Hyde ad autorizzare un raid nella fabbrica Boyett Seafood, ma la loro ricerca si rivela vana. Frustrato da questo vicolo cieco, Scott incontra Emily, che li porta a passare la notte insieme. In un momento di eureka, Scott si rende conto che Boyett Seafood non sta importando merci illegali, ma in qualche modo esportando denaro illecito.
Scott porta Hooch a sorvegliare la fabbrica, e David si unisce a loro con gli 8.000 dollari recuperati dalla spiaggia. Hooch segue l'odore del sacchetto di plastica con i soldi, portandoli a trovare un altro sacchetto identico. Seguendo Zack Gregory al Lazy Acres Motel, Scott interroga l'impiegato ma viene catturato da Gregory. Ordina a Scott di salire sulla sua Cadillac Coupe de Ville, ma Scott schianta l'auto, spingendo Gregory attraverso il parabrezza, e lo interroga con l'aiuto di Hooch.
Tornato alla fabbrica con Hooch, Scott viene raggiunto inaspettatamente dal capo Hyde. Scott deduce che Hyde è responsabile dell'operazione di riciclaggio di denaro di Boyett, nascondendo i sacchi di denaro all'interno dei blocchi di ghiaccio che refrigerano le spedizioni di pesce. Boyett tende un'imboscata a Scott e ne consegue una sparatoria, e Hooch sottomette Boyett ma viene colpito. Hyde uccide Boyett e costringe Scott ad aiutarlo a scaricare tutto su Boyett, ma viene morso da Hooch; nella lotta per la pistola, Hyde viene ucciso a colpi di arma da fuoco. Scott corre con Hooch alla clinica di Emily, dove il cane ferito a morte muore sul tavolo.
Qualche tempo dopo, Scott è stato nominato capo della polizia, con David come investigatore capo. Scott è sposato con Emily, incinta, e ora si prende cura di Camilla e della sua cucciolata, uno dei quali assomiglia e si comporta esattamente come Hooch.

## Spin-off
Il 16 luglio 2021 verrà resa disponibile su Disney+ la serie su Turner e il casinaro, seguito del film dove il protagonista, Scott Turner II, riceverà in eredità Hooch. Scott Turner II è il figlio del protagonista del film.